# رودولفو أروابارينا
رودولفو أروابارينا (بالإسبانية: Rodolfo Arruabarrena) (20 يوليو 1975– ) ، هو لاعب كرة قدم أرجنتيني سابق كان يلعب كمدافع، ويدرب حاليًا منتخب الإمارات العربية المتحدة.

## مرحلة الشباب

### أندية لعب لها
- بوكا جونيورز

## المسيرة الاحترافية

### أندية لعب لها
- بوكا جونيورز
- نادي فياريال
- أيك أثينا
- تيغري
- نادي أونيفرسيداد كاتوليكا

## روابط خارجية
- رودولفو أروابارينا على موقع الاتحاد الأوربي (الإنجليزية)
- رودولفو أروابارينا على موقع قاعدة بيانات كرة القدم.إي يو (الإنجليزية)
- رودولفو أروابارينا على موقع ناشيونال فوتبول تيمز (الإنجليزية)
- رودولفو أروابارينا على موقع عالم كرة القدم.نت (الإنجليزية)